# Yara El-Ghadban
Œuvres principales
L'Ombre de l'olivier (2011)
 Le Parfum de Nour (2015)
 Je suis Ariel Sharon (2018)
 Les racistes n'ont jamais vu la mer (2021)
Yara El-Ghadban (née en 1976 à Dubaï dans une famille de Palestiniens réfugiés au Liban et en Syrie) est une anthropologue, ethnomusicologue, romancière, traductrice et essayiste palestino-canadienne.

## Biographie
Yara El-Ghadban est née en 1976 à Dubaï de parents réfugiés palestiniens. Son père était ingénieur et sa mère spécialiste en littérature arabe. Elle a vécu successivement en exil à Buenos Aires, Beyrouth, Sanaa et Londres, jusqu'à ce que sa famille s'établisse à Montréal en 1989,. Après des études doctorales en anthropologie et en musique à l'Université de Montréal, elle enseigne à l'Université de Montréal et à l'Université d'Ottawa.
En 2017, elle devient présidente de l'organisme Espace de la diversité.
En marge de sa pratique d'écriture, elle se prête également à la traduction littéraire. Elle a co-traduit De glace et d’ombre de Nigel Thomas, Vivre la diversité de Shakil Choudhury ainsi que Neige des lunes brisées de Waubgeshig Rice, tous publiés en français chez Mémoire d'encrier.
En 2020, elle tient une résidence d'écriture, qu'elle intitule « Manifestes avant l'aube », au sein de la revue Mœbius de laquelle résultent quatre textes dans les numéros 164 à 167.
Au printemps 2022, le magazine Lettres québécoises publie dans son numéro 184 un dossier sur l'autrice.
En 2023, interviewée par Philosophie Magazine, en tant qu'autrice palestinienne, elle évoque son rapport à l'imaginaire, l'écriture et la Palestine dans son roman La Danse des flamands roses : "Dans ce roman, j’ose inverser le discours et j’imagine un contexte où la Palestine est le seul endroit où l’on peut encore vivre sur la planète. J’ai eu envie de créer un univers parallèle pour montrer qu’un autre monde est possible si l’on a le courage de l’imaginer. On me demande souvent comment je peux encore garder l’espoir mais, c’est très simple, je n’ai plus que ça !"

### Ouvrages collectifs
- Les Printemps arabes[19], Montréal, Mémoire d'encrier, 2011, sous la direction de Michel Peterson.
- Le Québec, la Charte, l'Autre. Et après?[20], Montréal, Mémoire d'encrier, 2014, sous la direction de Marie-Claude Heince, Leïla Benhadjoudja et Yara El-Ghadban.
- Postface et traduction de l'introduction dans Gaza écrit Gaza, Montréal, Mémoire d'encrier, 2025[21], sous la direction de Refaat Alareer.

## Prix et distinctions
- 2017 : Lauréate. Prix Victor-Martyn-Lynch-Staunton du Conseil des arts du Canada[22]
- 2019 : Lauréate. Prix de la diversité au festival Metropolis bleu pour son livre Je suis Ariel Sharon[23]
- 2022 : Finaliste. Prix des libraires du Québec - Essai pour Les racistes n'ont jamais vu la mer
- 2024 : Lauréate. Prix Mare Nostrum, France - Roman Méditerranéen pour La danse des flamants roses[24]
- 2025 : Lauréate. Prix du 3e Poulpe ou des écrits du dehors, France - pour La danse des flamants roses.
- 2025 : Finaliste. Prix des lycéens de la Région des Pays de la Loire, France[25] - pour La danse des flamants roses.
- 2025 : Finaliste. Prix Frontières, France[26],[27] - pour La danse des flamants roses.
- 2025 : Finaliste. Prix Les yeux qui pétillent, France - pour La danse des flamants roses.